# 서피스 프로 (2017)
5세대 서피스 프로("서피스 프로"라는 이름으로 판매됨. 일반적으로 서피스 프로 2017 또는 서피스 프로 5라고도 함)는 서피스 시리즈 2-in-1 분리형 하이브리드 노트북 컴퓨터로, 마이크로소프트에서 설계, 개발, 판매 및 생산했다. 서피스 프로는 2017년 5월 중국 상하이시에서 열린 공개 행사에서 발표되었다. 이 장치는 6월 15일 26개 시장에 출시되었다.